# بوب جيبسون (لاعب كرة قدم)
بوب جيبسون (بالإنجليزية: Bob Gibson)‏ (5 أغسطس 1927 في المملكة المتحدة - 1 مارس 1989) هو لاعب كرة قدم بريطاني في مركز الهجوم. لعب مع نادي أبردين ونادي بيتربورو يونايتد وهال سيتي ونادي غيتزهد ولينكولن سيتي أف سي ونادي أشينغتون ‏ وMorpeth Town A.F.C. ‏.

## وصلات خارجية
- بوب جيبسون على موقع قاعدة بيانات كرة القدم.إي يو (الإنجليزية)